# Conjuración de los Mantuanos
La Conjuración de los Mantuanos fue un movimiento que estalló en Caracas en 1808, conocido también como la Conspiración de los Mantuanos. Estos, que constituían el sector económico-social más poderoso de la ciudad, encabezaron un intento para constituir una Junta de Gobierno que rigiese los destinos de la Capitanía General de Venezuela a raíz de la invasión de España por Napoleón Bonaparte tras la firma del Tratado de Fontainebleau (1807) y las Abdicaciones de Bayona (1808).

## Antecedentes
Desde los últimos años del siglo XVIII y en especial a partir de 1804-1805 existía un gran malestar económico en Venezuela a causa de las guerras internacionales que dificultaban el comercio exterior y hacían disminuir el flujo de la plata que solía llegar de México. La prohibición del comercio con los países neutrales (en la práctica, los Estados Unidos) agravaba la situación. Otro motivo de irritación era la exclusividad para el comercio de harinas que el ministro español Manuel Godoy le había concedido a su cuñado el marqués de Braciforte (exvirrey de México) y que éste ejercía en Venezuela a través de su agente Manuel Caballero Sarmiento.

## Crisis en España y Venezuela
A las dificultades económicas de la colonia se unió la crisis política de la metrópoli, cuando Carlos IV y su hijo Fernando VII fueron despojados en Bayona de la Corona de España y su imperio por Napoleón, quien se la ofreció a su hermano José Bonaparte, hasta entonces Rey de Nápoles. Estas noticias llegaron oficialmente a Caracas casi al mismo tiempo que las de la reacción de gran parte del pueblo español contra los franceses y de la formación en la península de Juntas Provinciales, y una Junta Central en Sevilla, que gobernaban en nombre de Fernando VII, prisionero de Napoleón. Esto había sucedido a comienzos de mayo de 1808.
El 14 de julio, a las once de la noche el bergantín de guerra francés “Serpent” llegó a La Guaira; su capitán, Paul de Lamanón, subió a Caracas el 15 y al mediodía se entrevistó con el gobernador y capitán general Juan de Casas, a quien hizo entrega de los documentos que traía: el Consejo de Indias, desde Madrid, le anunciaba el ascenso de José I al trono de España y de las Indias y le ordenaba reconocerlo como tal. Andrés Bello, funcionario de la Gobernación, actuó como intérprete. Casas recibió bien a Lamanón, pero no tomó ninguna decisión.
Cuando se difundió esta noticia desde Caracas para toda la provincia, estalló la protesta. El militar español Diego Jalón, jefe de guarnición en Caracas, y el criollo José Félix Ribas tuvieron un altercado con uno de los militares franceses; se formó una manifestación que recorrió las calles  vociferando “¡Viva Fernando VII y muera Napoleón y sus franceses!” (15.7.1808). A su cabeza, junto a Jalón y Ribas, figuraban entre otros, los criollos Manuel de Matos Monserrate, capitán retirado y hacendado, y el alférez de las milicias Diego Melo Muñoz; los apoyaban también, aunque sin destacarse del grupo, José y Martín Tovar Ponte, hijos de uno de los mantuanos más notables, el conde de Tovar. 
Lamanon tuvo que regresar a La Guaira; allí se encontró con la presencia de un buque de guerra inglés, la fragata “Acasta”, cuyo capitán Beaver subió de inmediato a Caracas; traía las noticias del levantamiento de los españoles contra los franceses y de la formación de las Juntas en la metrópoli. Se había producido un súbito cambio de alianzas: hasta mayo de 1808, España y Francia luchaban unidas contra Inglaterra; a partir de entonces, esta y España combatían juntas contra los franceses.

## Debate
La presencia del capitán Beaver reforzó la decisión a favor de Fernando VII; el Cabildo de Caracas apoyó a los manifestantes; bajo presión, el capitán general cedió, y el alférez real Feliciano Palacios Blanco, con el pendón desplegado, salió a pregonar el reconocimiento de Fernando VII como Rey. Mientras tanto, en La Guaira, la fragata inglesa, más poderosa, apresó al bergantín francés. Durante los días siguientes creció la tensión entre el cabildo, reducto de los mantuanos, y Casas, apoyado este por la Real Audiencia de Caracas y en especial por su regente-visitador Joaquín de Mosquera y Figueroa. 
El Cabildo y los mantuanos deseaban la formación de una Junta similar a las de España y una mayor liberalización del comercio exterior, a lo cual se negó el capitán general. Al mismo tiempo, jóvenes mantuanos como los Ribas, los Montilla, los Tovar, los Blanco, se congregaban en la Cuadra Bolívar, propiedad de los hermanos Juan Vicente y Simón Bolívar, donde so capa de reuniones sociales se trataban “materias de Estado”, según un testigo, y se hablaba de establecer un nuevo gobierno. Por otra parte, uno de los dirigentes de la manifestación antifrancesa del día 15, Manuel de Matos Monserrate, emitió declaraciones subversivas ante quien quisiera oírlo –e inclusive ante algunos que no deseaban hacerlo- afirmando que los españoles explotaban a Venezuela, de lo cual exceptuaba a los canarios. En plena calle, Matos habló que era necesario “Ahorcar a todos los jefes y matar a los españoles”, y dijo: “Amigos, ha llegado el momento de que los americanos gocemos de nuestra libertad”. Fue denunciado, arrestado ese mismo día;  y junto a otros compañeros fueron conducidos a las bóvedas de La Guaira. Casas les hizo saber a los hermanos Bolívar y a los otros jóvenes contertulios que les convenía marcharse por un tiempo a sus haciendas. El mismo día 27, tal vez con el propósito de calmar los ánimos, el capitán general le pidió al Ayuntamiento su opinión sobre la posibilidad de crear en Caracas “una Junta a ejemplo de la de Sevilla”. 
Dos días después, el cuerpo municipal se pronunció por la afirmativa, y señaló quienes podrían formarla (18 miembros en total), encabezada por el propio Casas y terminando con un representante “del pueblo”. Pero Casas pospuso su decisión pues temía que con la Junta el poder político-militar escaparía de sus manos.
Poco después llegaron noticias oficiales de España: La Junta Suprema de Sevilla confirmaba a Juan de Casas y demás autoridades en sus cargos. No hubo Junta en Caracas, fue reconocida la de Sevilla, se adoptó la escarapela o “cucarda” bicolor (roja y negra) de Fernando VII, y la agitación fue sofocada por el momento, pero el descontento de los mantuanos persistió. 
Uno de los más ricos e influyentes hacendados, Antonio Fernández de León, futuro marqués de Casa León, manifestó en Maracay que al arrestar a Matos Monserrate y sus compañeros las autoridades había cometido un acto despótico. Desde allí enviaba proclamas contra el capitán general y el regente-visitador, que firmaba con el seudónimo de “Patricio Leal”. Colaboraba con él, el hacendado Luis López Méndez quien se declaraba “Impenitente americano” y se burlaba de la escarapela de Fernando VII.
A fin de contrarrestar los rumores –a veces bien fundados- que circulaban en Caracas y otras poblaciones acerca de la crítica situación que reinaba en España, Casas y el intendente Juan Vicente Arce enviaron a buscar una imprenta a la colonia británica de Trinidad, que trajeron en septiembre sus propios dueños, y de la cual salió, el 24 de octubre de 1808, el primer número de La Gazeta de Caracas.
Por esa misma época, en septiembre y octubre de 1808, estuvo en Caracas el anglocanadiense John Robertson, secretario del gobernador de Curazao (ocupada entonces por los ingleses) en misión a la vez oficiosamente diplomática y comercial. Su presencia alentó las aspiraciones de los hacendados y comerciantes a una mayor libertad comercial. En cambio, los mantuanos rechazaron toda vinculación con Francisco de Miranda: el 24 de octubre el marqués del Toro le entregó al capitán general una carta que desde Londres le había escrito Francisco de Miranda el 20 de julio, en la cual le incitaba a promover la instalación de una junta en Caracas a través del Cabildo Municipal y a ponerse luego de acuerdo con los cabildos de Santa Fe de Bogotá y de Quito para lograr, decía Miranda, «nuestra salvación e independencia». Sin embargo, en aquellos momentos los más influyentes mantuanos de la generación más vieja liderados por el Marqués del Toro no aspiraban, al parecer, a la plena independencia, sino a una autonomía que a través de la Junta les permitiera dirigir la política venezolana dentro del imperio, y mantenerse libres del dominio francés si España sucumbía. Por su parte, los mantuanos más jóvenes, los que se reunían en la Cuadra Bolívar, parecían estar en gran parte inclinados a la independencia, y tal era el caso también de agitadores populares como Matos Monserrate, aunque éste, igual que los demás, se declarase públicamente partidario de Fernando VII.

## Los hechos
La Conspiración de los Mantuanos resurgió a principios de noviembre de 1808, cuando Antonio Fernández de León se trasladó a Caracas y propuso al marqués del Toro y a José Félix Ribas que se reanudasen las gestiones para formar una junta, las cuales habían quedado suspendidas a comienzos de agosto anterior a pesar de haberse pronunciado en julio el Cabildo de Caracas por la afirmativa. Se celebraron varias reuniones nocturnas en la casa de José Félix Ribas, a una de las cuales acudió el conde de Tovar, llevado en una butaca por su avanzada edad.
Todo esto se supo, y en algunos lugares aparecieron pasquines que ridiculizaban a los mantuanos, pero también otros que atacaban a las autoridades. Finalmente se redactó un documento, se recogieron 45 firmas y en la noche del 24 de noviembre de 1808, hallándose Juan de Casas reunido con otros miembros del Gobierno, les fue entregado aquel junto con un oficio de remisión suscrito por el conde de Tovar, el marqués del Toro y Antonio Fernández de León (que no tenía aún el título de marqués de Casa León). Se pedía formalmente la formación de una Junta Suprema en Caracas (aunque se decía, por pura fórmula, que quedaría subordinada a la Junta Central de España) y se autorizaba a 7 personas, no todas firmantes, para que unidas con el gobernador capitán general y con el Cabildo de Caracas organizasen la Junta, incorporando a esta a los representantes de otros gremios e instituciones de la provincia. Además de los personajes ya mencionados, aparecían al pie de la petición el conde de San Javier, y los apellidos del mantuanaje caraqueño, al lado de los militares, hacendados y comerciantes: los Ponte, los Quintero, los Tovar, los Ibarra, los Montilla, los Ustáriz, los Ribas, los Toro, los Blanco Uribe, los Palacios, los Briceño y los Matos Monserrate.
Poco después de presentado este documento comparecieron en la reunión los representantes de los cuerpos de milicias de pardos de Caracas, los valles de Aragua y Valencia, capitanes Carlos Sánchez, Pedro Arévalo, Muncio Colón y Juan Antonio Ponte, quienes manifestaron su lealtad al Gobierno, protestando contra el proyecto de establecer una Junta que, según insinuaron, podía estar orientada hacia la independencia, la cual rechazaron, ofreciendo sus vidas como una «parda fiera», en defensa de «Fernando VII y su sabio Gobierno en Caracas».
Aquella misma noche los milicianos empezaron los arrestos de los firmantes de la petición de junta, algunos de los cuales quedaron en prisión, otros fueron confinados a sus haciendas u otros lugares fuera de la capital y otros libertados al cabo de algún tiempo. Así terminó la conspiración.

## Consecuencias
Antonio Fernández de León fue remitido preso a España, de donde regresaría más tarde con el título de marqués de Casa León. A 8 de los conjurados se les siguió causa. Fueron el marqués del Toro, José Félix Ribas, José Tovar Ponte, Pedro Palacios Blanco, Mariano Montilla, Juan Nepomuceno Ribas, Nicolás Anzola y Luis López Méndez. En abril de 1809 los fiscales Francisco Espejo y Francisco Berrío recomendaron el sobreseimiento, dictamen que acogieron Casas y Mosquera y Figueroa el 4 de mayo siguiente. Todos quedaron finalmente en libertad incluyendo a Matos Monserrate y otros conjurados encarcelados en La Guaira.